# Abraham Calovius
Abraham Calovius o Abraham Calov (16 de abril de 1612 - 25 de febrero de 1686) fue un teólogo luterano, y el principal defensor de la más estricta ortodoxia luterana en el siglo XVII.

## Vida
Nació en Mohrungen, en el Ducado de Prusia, actualmente la ciudad se llama Morąg y pertenece a Polonia. Después de estudiar en Königsberg, la actual Kaliningrado, en 1650 fue nombrado profesor de Teología en Wittenberg, donde llegó a ser superintendente general y profesor "Primarius", trabajando hasta su muerte. Su vida privada fue muy peculiar pues se le murieron trece hijos y cinco mujeres. Unos meses después de la muerte de su quinta mujer cuando contaba setenta y dos años de edad se casó con una joven, disfrutando de su matrimonio solo dos años.

## Pensamiento
Calovius se opuso a católicos, calvinistas y socinianos, y atacó particularmente el sincretismo de su peor enemigo, George Calixtus. Mientras que Calixtus afirmaba que el Símbolo de los Apóstoles era una definición de fe adecuada, Calovius mantenía que se debía de creer en toda la verdad revelada para conseguir la Salvación. Esto llevó a Calovius a considerar como herejía la idea de que los católicos o calvinistas pudieran ser partícipes en la Salvación de Cristo.
Como polemista Calovius tuvo pocos rivales. Su principal trabajo dogmático Systema Locorum theologicorum, representa el punto culminante del Escolasticismo luterano. Escribió también un comentario a la traducción alemana de la Biblia hecha por Lutero, la Biblia Illustrata, conocida hoy en día como la Biblia de Calov. En este escrito Calovius toma un punto de vista muy estricto en la doctrina de la Inspiración, su objetivo era refutar las doctrinas expuestas por el protestante holandés Hugo Grocio en sus Comentarios.

## Obras
- Systema Locorum theologicorum, (12 volúmenes, 1655-1677).
- Biblia Illustrata, (4 volúmenes, 1672-6).